# Nandito Ako
„Nandito Ako“ е петият албум на Талия Соди. Той бил специално издаден само във Филипините, където тя постигнала голяма популярност, благодарение на теленовелата си „Маримар“. Албума съдържа 10 композиции, първи сингъл от които е „Nandito Ako“. Дискът е издаден след големия ѝ концерт във Филипините. „Nandito Ako“ съдържа „тагалог“ версии на „Maria La Del Barrio“ и „Juana“, както и английиски версии на „Quiero Hacerte El Amor“ и „Gracias A Dios“. Албумът достига платинен статус само седмица след издаването си. Десет години по-късно, през 2007, той е преиздаден във Филипините, като към предишното му съдържание е добавена и „Marimar“.

## Песни
1. Nandito Ako
2. I Found Your Love (Gracias A Dios)
3. Tender Kisses
4. Mariang Taga-Barrio (Maria La Del Barrio)
5. Tell Me
6. Chika Lang
7. You Are Still On My Mind (Quiero Hacerte El Amor)
8. Amandote
9. Hey, It's Me
10. Juana (Tagalog Version)

## Сингли
- Nandito Ako
- I Found Your Love
- You Are Still On My Mind